# Manevy
Manevy is een plaats en commune in het zuiden van Madagaskar, behorend tot het district Amboasary Sud dat gelegen is in de regio Anosy. Tijdens een volkstelling in 2001 telde de plaats 9.246 inwoners.
De plaats biedt alleen lager onderwijs aan. 60% van de bevolking werkt er als landbouwer en 35% houdt zich bezig met veeteelt. Het belangrijkste landbouwproduct is maniok, andere belangrijke producten zijn pinda's, mais en rijst. Verder is 5% actief in de dienstensector.